# Club Deportivo Pedro Sellares
El Club Deportivo Pedro Sellares.  es una escuela de formación deportiva, su máxima exigencia es la formación de niños y jóvenes en el campo futbolístico, tiene categorías élite y categorías de escuela. 
Ha participado en diferentes torneos de categorías menores en el Valle del Cauca y Colombia actualmente compite en torneos de la Liga Vallecaucana, entre otros, de forma independiente, en el año 2016 nuestra categoría 2001 y 2017 con la categoría 2002 ganando así la copa de las Américas durante dos años consecutivos, torneo que se realiza cada año en la ciudad de Cali, esta misma categoría se presentó en el torneo Asefal  que se realiza en Barranquilla quedando subcampeona, en el año 2017 las categorías 2000, 2001 y 2002 están participando en torneo nacional teniendo un resultado positivo. 

## Historia
El equipo nace en 2006 como Club Deportivo Pedro Sellares, funcionando inicialmente como fuerzas básicas del América y llevando a cabo la representación del equipo en las categorías inferiores de los torneos organizados por la liga Vallecaucana de fútbol; desde 2008 América acabó con las divisiones menores conservando solo las categorías Primera C y Juveniles en convenio con la escuela Pedro Sellares participando bajo ese nombre en los torneos nacionales Juvenil y Prejuvenil además de la Copa El País.
Como plantel de reservas del América ganó 4 veces la Copa El País en las ediciones de 2006, 2007, 2009 y 2011., en 2009 participa en el Campeonato Colombiano Juvenil y a partir del 2010 en el Campeonato Sub-17 sin tener participaciones relevantes a nivel nacional. Desde 2012 la institución funciona como equipo independiente en los torneos infantiles de la Liga Vallecaucana, conservando como base de entrenamientos la Sede Deportiva de La Troja y contando con su propio cuerpo de entrenadores y jugadores desligándose del América y trabajando de forma independiente.
Jugadores importantes que surgieron de la Pedro Sellares son: Davinson Sánchez, José Luis Moreno, Jean Lucas Rivera, Dilan Ortiz, Yimi Andrés Gómez, entre otros.

### Campeonato Pre juvenil
El equipo reaparece en los torneos Sub-17 organizados por la División Aficionada del Fútbol Colombiano en el 2014 finalizando en el tercer lugar del grupo E con 38 puntos en 18 juegos lo cual le dio clasificación a la segunda fase del torneo pero el equipo Tienda Roja de Bogotá lo eliminaría derrotándolo 3-0 en la Sede La Troja en Cali y 2-1 en la Sede del Independiente Santa Fe en Tenjo. En la temporada del 2015 dominó el grupo E con 31 puntos en 14 juegos donde solo cayó una vez con en Valencia FC de Cali 3-0, empatando 4 juegos y ganando, anotó 36 goles y solo recibió 9, en la segunda fase empató 1-1 ante Deportivo Javeriano de Pasto y luego en casa lo derrotaría 4-0 para acceder a la tercera fase del torneo entre los 50 mejores equipos siendo superado por Cortuluá luego de empatar 1-1 en casa y perder 2-0 en el Estadio Doce de Octubre de Tuluá equipo que posteriormente alcanzaría las semifinales, en la fase de grupos el equipo americano había empatado 1-1 ante Cortuluá en casa y lo había superado de visitante 2-1.

## Uniforme y distintivos
El uniforme distintivo del Club es totalmente rojo.
- Uniforme titular: Camisa, pantalón y medias rojas rojas.
- Uniforme alternativo: Camisa, pantalón y medias blancas.
- Uniforme alternativo: Camisa, pantalón y medias negras.

## Datos del equipo
- Participaciones nacionales:
  - En Campeonato Juvenil: 3 (2009-2011)
  - En Campeonato Pre-juvenil: 3 (2010-2012)
- Mejor puesto:
  - En Campeonato Juvenil: 3.º en la fase regional 2009.
  - En Campeonato Pre-juvenil: cuartos de final 2010.
- Peor puesto:
  - En Campeonato Juvenil: 6.º en la fase regional 2010, 2011.
  - En Campeonato Pre-juvenil: 5.º en la fase regional 2011.